# Chaetodon lineolatus
Chaetodon lineolatus — вид риб родини Chaetodontidae.

## Назва
В англійській мові має назву «смугаста риба-метелик» (англ. lined butterflyfish).

## Опис
Найбільший представник риб-метиликів, досягає до 30 см завдовжки, біла з тонкими чорними смугами, що з'єднуються з чорною стрічкою при основі жовтого спинного плавця. Зустрічається парами чи по одному. Харчується коралами, анемонами, безхребетними та водоростями.

## Галерея

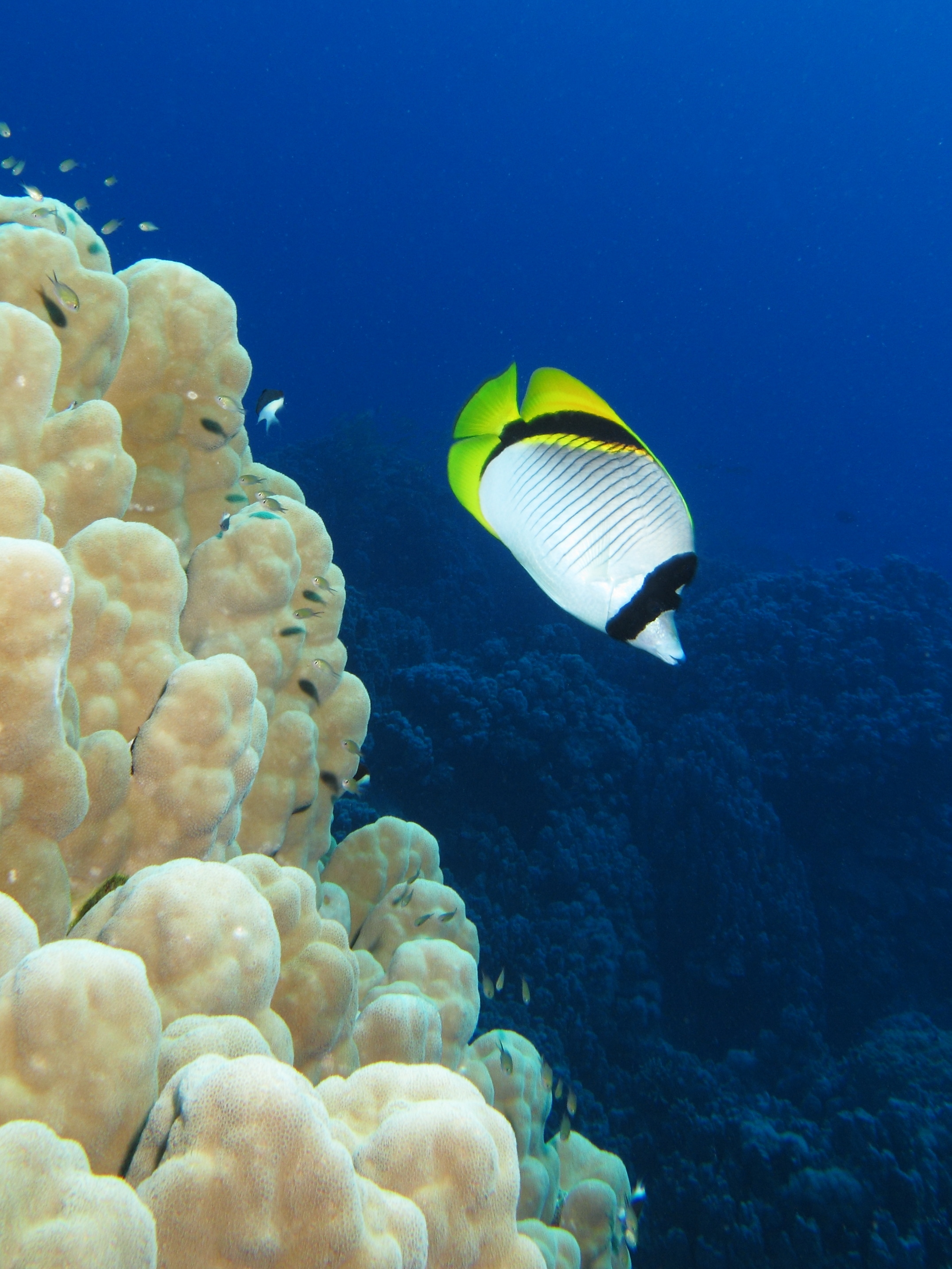
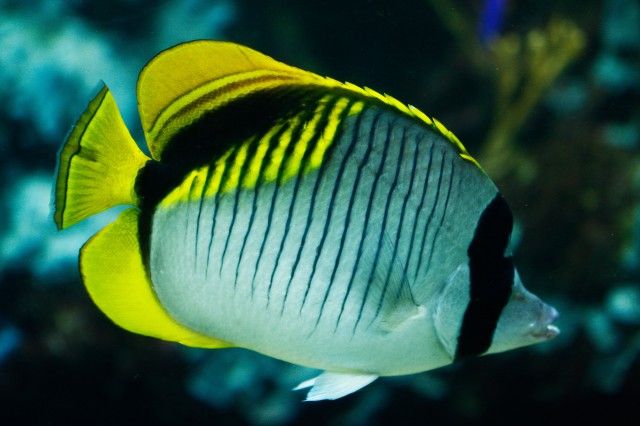

## Поширення та середовище існування
Живе у багатих на коралові рифи територіях та затоках на глибині від 2 до 50 м. Від Червоного моря та Аденської затоки на заході до Французької Полінезії та Гаваїв на сході, Південної Африки та Південно-східної Австралії на півдні та Південної Японії на півночі.